# Фархад (Узбекистан)
Фарха́д (узб. Farhod / Фарҳод) — посёлок городского типа в Самаркандском вилояте Узбекистана. Административно подчинён городу Самарканду — административному центру Самаркандского вилоята. Часть Самаркандской агломерации. Имеет статус посёлка городского типа с 1981 года.
Находится к северо-востоку от Самарканда, к востоку от возвышенности Чупан-ата. Находится перед границей Самаркандского района с Джамбайским районом Самаркандского вилоята, в трёх километрах к западу от города Джамбай. Расположен на берегу Карадарьи, в нескольких километрах от железнодорожного разъезда № 22 на линии Самарканд — Джизак.
Численность населения по оценочным данным в настоящее время составляет более пяти тысяч человек. В 2003 году численность населения составляла 4,8 тыс. человек, а по данным переписи населения в 1989 году, в посёлке городского типа Фархад проживало 4,1 тыс. человек.
В Фархаде имеется целый ряд промышленных предприятий, имеющие важное значение для экономики Самаркандского вилоята. Так, в его пределах расположено совместное табачное предприятие «УзБАТ» (British American Tobacco Uzbekistan), производящее табачную продукцию в Самаркандской сигаретной фабрике, которая также находится в посёлке городского типа Фархад. Также в Фархаде имеются текстильная фабрика и ряд других предприятий. Имеется школы, больница, поликлиника, музыкальная школа, спортивные площадки, торговые и культурные центры.

В поселке Фархад две школы - №4 и №57.